# Vallecillo (Honduras)
Vallecillo is een gemeente (gemeentecode 0828) in het departement Francisco Morazán in Honduras.
De gemeente is van recente datum. In 1986 is ze afgesplitst van Cedros

## Bevolking
De bevolking is als volgt verdeeld:
| Vrouwen | 4217 | 50% |
| Mannen  | 4213 | 50% |

## Dorpen
De gemeente bestaat uit twee dorpen (aldea), waarvan het grootste qua inwoneraantal: Vallecillo (code 082801).